# مكثف الصورة
مكثف الصورة أو أنبوب تكثيف الصورة عبارة عن جهاز أنبوب مفرغ لزيادة شدة الضوء المتاح في نظام بصري للسماح باستخدامه في ظل ظروف الإضاءة المنخفضة، مثل الليل، لتسهيل التصوير المرئي لعمليات الإضاءة المنخفضة، مثل التألق من المواد في الأشعة السينية أو أشعة جاما (مكثف صورة الأشعة السينية)، أو لتحويل مصادر الضوء غير المرئية، مثل الأشعة تحت الحمراء القريبة أو الأشعة تحت الحمراء قصيرة الموجة إلى مرئية. وهي تعمل عن طريق تحويل فوتونات الضوء إلى إلكترونات، وتضخيم الإلكترونات (عادةً باستخدام لوحة قناة متناهية الصغر)، ثم إعادة تحويل الإلكترونات المضخمة إلى فوتونات لعرضها. تُسْتَخْدَمُ في أجهزة مثل نظارات الرؤية الليلية.

## مقدمة
أنابيب تكثيف الصور (IITs) هي أجهزة إلكترونية بصرية تسمح للعديد من الأجهزة، مثل أجهزة الرؤية الليلية وأجهزة التصوير الطبي، بالعمل. يقومون بتحويل المستويات المنخفضة من الضوء من أطوال موجية مختلفة إلى كميات مرئية من الضوء بطول موجة واحد.

## عملية

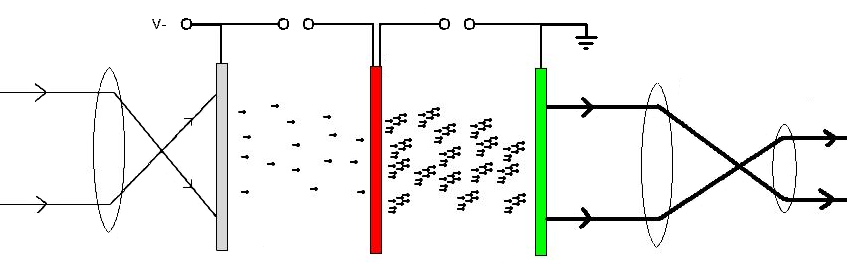
تدخل الفوتونات من مصدر الضوء المنخفض العَدَسَةٌ الشَيْئِيّة (على اليسار) وتضرب المسار الضوئي (اللوحة الرمادية). يطلق الكاثود الضوئي (المنحاز سلبًا) الإلكترونات التي يتم تسريعها إلى لوحة القناة الدقيقة ذات الجهد العالي (باللون الأحمر). يتسبب كل إلكترون في إطلاق إلكترونات متعددة من لوحة القناة الدقيقة. يتم سحب الإلكترونات إلى شاشة الفوسفور ذات الجهد العالي (باللون الأخضر). تتسبب الإلكترونات التي تضرب شاشة الفوسفور في إنتاج الفوسفور فوتونات من الضوء يمكن رؤيتها من خلال العدسات العينية.

تُحَوِّل مكثفات الصورة المستويات المنخفضة من فوتونات الضوء إلى إلكترونات، وتُضَخِّم تلك الإلكترونات، ثم تحول الإلكترونات مرة أخرى إلى فوتونات ضوئية. تدخل الفوتونات من مصدر منخفض الإضاءة عَدَسَةٌ شَيْئِيّة تركز الصورة في مسار ضوئي. يطلق الكاثود الضوئي الإلكترونات عبر التأثير الكهروضوئي عندما تضربه الفوتونات الواردة. تُعَجَّل الإلكترونات من خلال جهد عالي الجهد إلى لوحة قناة متناهية الصغر (MCP). يتسبب كل إلكترون عالي الطاقة يضرب محترف معتمد من مايكروسوفت في إطلاق العديد من الإلكترونات من محترف معتمد من مايكروسوفت في عملية تسمى الانبعاث المتتالي الثانوي. يتكون محترف معتمد من مايكروسوفت من آلاف القنوات الموصلة الصغيرة، والتي تميل بزاوية بعيدة عن الوضع الطبيعي لتشجيع المزيد من الاصطدامات الإلكترونية، وبالتالي تعزيز انبعاث الإلكترونات الثانوية في انهيار إلكتروني محكوم.
تتحرك جميع الإلكترونات في خط مستقيم بسبب فرق الجهد العالي عبر الألواح، مما يحافظ على الموازاة، وحيثما دخل إلكترون واحد أو إلكترونان، قد تظهر الآلاف. يعمل تفاضل شحنة منفصل (منخفض) على تسريع الإلكترونات الثانوية من محترف معتمد من مايكروسوفت حتى تصطدم بشاشة الفوسفور في الطرف الآخر من المكثف، والتي تطلق فوتونًا لكل إلكترون. تُرَكَّز الصورة على شاشة الفوسفور بواسطة عدسة عينية. يحدث التضخيم في مرحلة لوحة القناة الصغيرة عبر انبعاثها المتتالي الثانوي. عادة ما يكون الفوسفور أخضر لأن العين البشرية أكثر حساسية للأخضر من الألوان الأخرى ولأن المادة الأصلية المستخدمة لإنتاج شاشات الفوسفور كانت تنتج الضوء الأخضر تاريخيًا (ومن هنا أطلق الجنود اسم «التلفزيون الأخضر» لأجهزة تكثيف الصورة).

## تاريخ
بدأ تطوير أنابيب تكثيف الصور خلال القرن العشرين، مع التطور المستمر منذ البداية.

### عمل ريادي
واقترح فكرة أنبوب صورة لأول مرة هولست وإتش دي بوير. دي بوير في عام 1928، في هولندا، ولكن كانت المحاولات الأولى لإنشاء واحد لم تكن ناجحة. لم يكن حتى عام 1934 أن قام هولست، الذي كان يعمل في شركة فيليبس، بإنشاء أول أنبوب محول للأشعة تحت الحمراء ناجحًا. يتكون هذا الأنبوب من كاثود ضوئي بالقرب من شاشة الفلورسنت. باستخدام عدسة بسيطة، تم تركيز الصورة على الكاثود الضوئي وتم الحفاظ على فرق جهد يبلغ عدة آلاف من الفولت عبر الأنبوب، مما تسبب في إزاحة الإلكترونات من الكاثود الضوئي بواسطة الفوتونات لتضرب الشاشة الفلورية. أدى ذلك إلى إضاءة الشاشة مع تركيز صورة الكائن على الشاشة، ولكن الصورة كانت غير معكوسة. باستخدام أنبوب نوع محول الصور هذا، كان من الممكن عرض ضوء الأشعة تحت الحمراء في الوقت الفعلي لأول مرة.

### الجيل 0: محولات الصور الكهروضوئية المبكرة التي تعمل بالأشعة تحت الحمراء
استمر التطوير في الولايات المتحدة أيضًا خلال الثلاثينيات ومنتصف عام 1930، تم تطوير أول مكثف للصورة المقلوبة في شركة راديو أمريكا. يستخدم هذا الأنبوب عاكسًا إلكتروستاتيكيًا لتركيز صورة من كاثود كروي على شاشة كروية. (كان اختيار المجالات هو تقليل الانحرافات غير المحورية.) أدى التطور اللاحق لهذه التقنية مباشرة إلى أول مكثفات للصور من الجيل 0 والتي استخدمها الجيش خلال الحرب العالمية الثانية للسماح بالرؤية في الليل باستخدام إضاءة الأشعة تحت الحمراء لكل من التصوير والرؤية الليلية الشخصية. قُدِّم أول جهاز رؤية ليلية عسكري من قبل الجيش الألماني[بحاجة لمصدر] وقت مبكر يعود إلى عام 1939، تم تطويره منذ عام 1935. تم استخدام أجهزة الرؤية الليلية المبكرة القائمة على هذه التقنيات من قبل كلا الجانبين في الحرب العالمية الثانية.
على عكس التقنيات اللاحقة، لم تتمكن أجهزة الرؤية الليلية من الجيل 0 المبكر من تضخيم الضوء المحيط المتوفر بشكل كبير، وبالتالي، لكي تكون مفيدة، تتطلب مصدرًا للأشعة تحت الحمراء. استخدمت هذه الأجهزة كاثود ضوئي S1 أو كاثود ضوئي " الفضة - الأكسجين - السيزيوم "، الذي تم اكتشافه في عام 1930، والذي كان لديه حساسية تبلغ حوالي 60 ميكرو أمبير / لومن (ميكرو أمبير لكل لومن) وكفاءة كمية تبلغ حوالي 1٪ في منطقة الأشعة فوق البنفسجية وحوالي 0.5 ٪ في منطقة الأشعة تحت الحمراء. من الجدير بالملاحظة أن الكاثود الضوئي S1 كان له قمم حساسية في كل من طيف الأشعة تحت الحمراء والأشعة فوق البنفسجية وحساسية تزيد عن 950 كانت نانومتر هي المادة الضوئية الوحيدة التي يمكن استخدامها لعرض ضوء الأشعة تحت الحمراء فوق 950 نانومتر.

### محولات الستائر الشمسية
لم تكن الكاثودات الضوئية الشمسية العمياء ذات استخدام عسكري مباشر ولا تغطيها «الأجيال». تم اكتشافها عام 1953 بواسطة تافت وأبكر ، وكانت مصنوعة في الأصل من تيلورايد السيزيوم. السمة المميزة للكاثودات الضوئية من النوع «الأعمى الشمسي» هي استجابة أقل من 280 نانومتر في الطيف فوق البنفسجي، وهو أقل من الطول الموجي للضوء الذي يمر عبره الغلاف الجوي من الشمس.

### الجيل الأول: تضخيم كبير
مع اكتشاف مواد كاثود ضوئي أكثر فعالية، والتي زادت من حيث الحساسية والكفاءة الكمية، أصبح من الممكن تحقيق مستويات كبيرة من الكسب على أجهزة الجيل 0. في عام 1936، تم اكتشاف كاثود S-11 (السيزيوم - الأنتيمون) بواسطة Gorlich، والذي وفر حساسية تقارب 80 μA / lm بكفاءة كمية تبلغ حوالي 20٪ ؛ شمل هذا فقط الحساسية في المنطقة المرئية بطول موجة يبلغ حوالي 650 نانومتر.
لم يكن الأمر كذلك حتى تم اكتشاف الكاثودات الضوئية أنتيمونيد البروتين (البوتاسيوم - السيزيوم - الأنتيمون والصوديوم - البوتاسيوم - الأنتيمون) من قبل آه سومر وآخر ضوئي متعدد القلويات (الصوديوم - البوتاسيوم - الأنتيمون - السيزيوم) اكتشف في عام 1956 عن طريق الصدفة، أن الأنابيب تتمتع بحساسية مناسبة للأشعة تحت الحمراء وتضخيم طيف مرئي لتكون مفيدة عسكريًا. تبلغ حساسية الكاثود الضوئي S20 حوالي 150 إلى 200 ميكرولتر / لومن. جعلت الحساسية الإضافية هذه الأنابيب قابلة للاستخدام مع ضوء محدود، مثل ضوء القمر، بينما لا تزال مناسبة للاستخدام مع إضاءة الأشعة تحت الحمراء منخفضة المستوى.

### أنابيب تكثيف الصور المتتالية (السلبية)

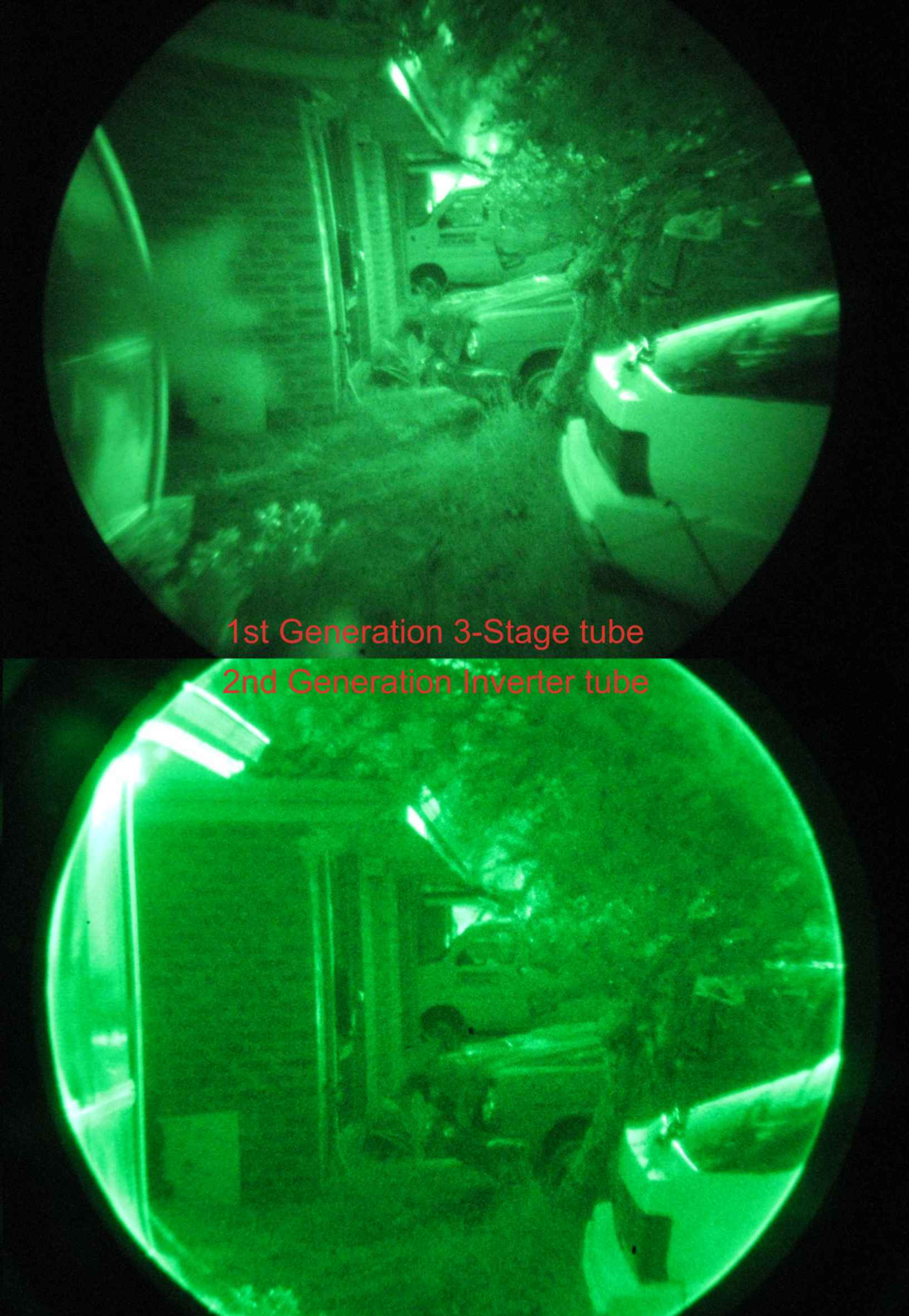
مقارنة تصويرية بين أنبوب تسلسلي من الجيل الأول وأنبوب رقاقة من الجيل الثاني، يستخدم كلاهما الانعكاس الكهروستاتيكي وكاثود ضوئي 25 مم من نفس المادة ونفس عدسة F2.2 مقاس 55 مم. يُظهر أنبوب التتالي من الجيل الأول تشوهًا على شكل وسادة بينما يتم تصحيح أنبوب الجيل الثاني. جميع الأنابيب من نوع العاكس، بما في ذلك إصدارات الجيل الثالث، تعاني من بعض التشوه.

على الرغم من أن الألمان قد جربوا في الأصل في الحرب العالمية الثانية، إلا أن الولايات المتحدة لم تبدأ حتى الخمسينيات من القرن الماضي في إجراء تجارب مبكرة باستخدام أنابيب متعددة في «سلسلة»، عن طريق اقتران خرج الأنبوب المقلوب بإدخال أنبوب آخر، والذي سمح بزيادة تضخيم ضوء الكائن الذي يتم عرضه. عملت هذه التجارب بشكل أفضل بكثير مما كان متوقعًا، وتمكنت أجهزة الرؤية الليلية القائمة على هذه الأنابيب من التقاط ضوء النجوم الخافت وإنتاج صورة قابلة للاستخدام. ومع ذلك، يبلغ حجم هذه الأنابيب 17 بوصة (43 سم) وطوله 3.5 بوصة (8.9 سم) أكبر من أن تكون مناسبة للاستخدام العسكري. تُعرف باسم الأنابيب «المتتالية»، فقد وفرت القدرة على إنتاج أول نطاقات رؤية ليلية سلبية بالفعل. مع ظهور حزم الألياف الضوئية في الستينيات، كان من الممكن توصيل الأنابيب الأصغر معًا، مما سمح بتطوير أول نطاقات جهاز الرؤية الليلية حقيقية في عام 1964. تم استخدام العديد من هذه الأنابيب في نطاق بندقية AN / PVS-2، والذي استخدم في فيتنام.
يتضمن أحد البدائل للأنبوب المتسلسل الذي تم اكتشافه في منتصف القرن العشرين التغذية المرتدة البصرية، مع تغذية خرج الأنبوب مرة أخرى في المدخلات. لم يتم استخدام هذا المخطط في نطاقات البنادق، ولكن تم استخدامه بنجاح في التطبيقات المعملية حيث تكون مجموعات تكثيف الصور الأكبر مقبولة.

### الجيل 2: لوحة القناة الصغيرة
تستخدم مكثفات الصور من الجيل الثاني نفس الكاثود الضوئي متعدد القلويات الذي استخدمته أنابيب الجيل الأول، ولكن باستخدام طبقات أكثر سمكًا من نفس المواد، تم تطوير كاثود S25 الضوئي، والذي يوفر استجابة حمراء ممتدة واستجابة زرقاء منخفضة، مما يجعله أكثر ملاءمة للتطبيقات العسكرية. لديها حساسية نموذجية تبلغ حوالي 230 ميكرولتر / لومن وكفاءة كمية أعلى من مادة كاثود ضوئي S20. أدت أكسدة السيزيوم إلى أكسيد السيزيوم في الإصدارات اللاحقة إلى تحسين الحساسية بطريقة مشابهة للجيل الثالث من الكاثودات الضوئية. نفس التقنية التي أنتجت حزم الألياف الضوئية التي سمحت بإنشاء أنابيب متتالية، سمحت، مع تغيير طفيف في التصنيع، بإنتاج لوحات القنوات الصغيرة، أو محترف معتمد من مايكروسوفتs. لوحة القناة الصغيرة عبارة عن رقاقة زجاجية رقيقة مع قطب كهربائي من نيتشروم على كلا الجانبين حيث يتم تطبيق فرق جهد كبير يصل إلى 1000 فولت.
يتم تصنيع الرقاقة من عدة آلاف من الألياف الزجاجية المفرغة الفردية، المحاذاة بزاوية «منحازة» لمحور الأنبوب. تناسب لوحة القناة الصغيرة بين المسار الضوئي والشاشة. إن الإلكترونات التي تضرب جانب «القناة الصغيرة» أثناء مرورها عبرها تثير إلكترونات ثانوية، والتي بدورها تثير إلكترونات إضافية لأنها تصطدم أيضًا بالجدران، مما يضخم الإشارة. باستخدام محترف معتمد من مايكروسوفت مع الأنبوب المركّز التقريبي، كان من الممكن تضخيم ما يصل إلى 30000 مرة مع طبقة محترف معتمد من مايكروسوفت واحدة. من خلال زيادة عدد طبقات محترف معتمد من مايكروسوفت، يمكن تحقيق تضخيم إضافي لأكثر من 1000000 مرة.
تم تحقيق انعكاس أجهزة الجيل 2 بإحدى طريقتين مختلفتين. يستخدم أنبوب العاكس الانعكاس الكهروستاتيكي، بنفس طريقة استخدام أنابيب الجيل الأول، مع تضمين محترف معتمد من مايكروسوفت. يمكن أيضًا قلب أنابيب الجيل الثاني المركزة على القرب باستخدام حزمة ألياف بداخلها 180 درجة.

### الجيل 3: حساسية عالية واستجابة تردد محسّنة

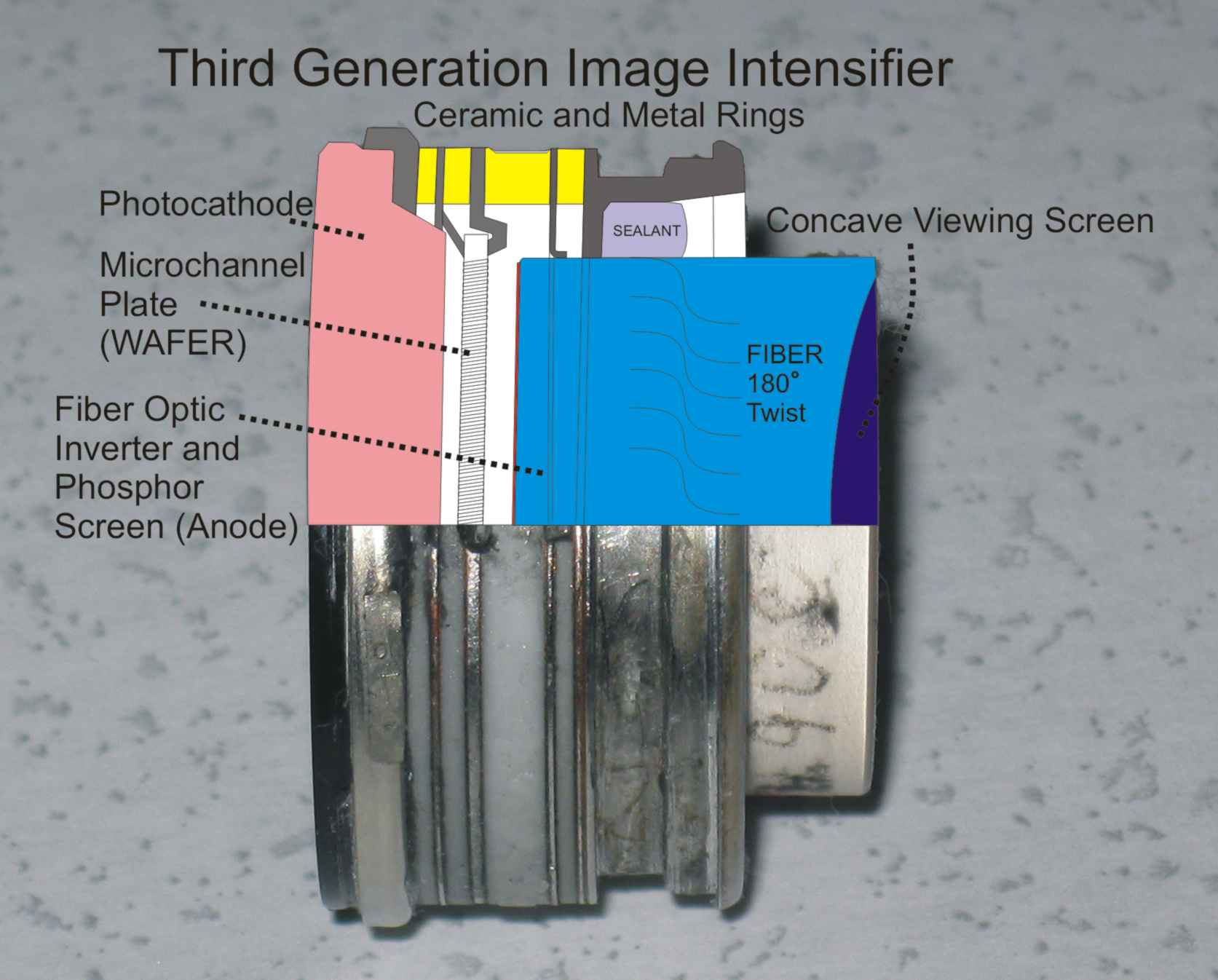
أنبوب مكثف للصور من الجيل الثالث بتفاصيل متراكبة

في حين أن الجيل الثالث من الأنابيب كان في الأساس نفس الجيل الثاني، إلا أنه كان لهما اختلافان مهمان. أولاً، استخدموا الكاثود زرنيخيد الغاليوم - CsO AlGaAs، وهو أكثر حساسية في 800 نانومتر 900 نطاق نانومتر من فوتوكاثودات الجيل الثاني. ثانيًا، يُظهر الكاثود الضوئي تقاربًا سلبيًا للإلكترون (NEA)، والذي يوفر إلكترونات ضوئية متحمسة لفرقة التوصيل رحلة مجانية إلى نطاق الفراغ حيث تسبب طبقة أكسيد السيزيوم عند حافة الكاثود الضوئي انحناء نطاق كافٍ. هذا يجعل المسار الضوئي فعالاً للغاية في تكوين الإلكترونات الضوئية من الفوتونات. ومع ذلك، فإن كعب أخيل من الجيل الثالث الضوئي هو أنها تتدهور بشكل خطير بسبب التسمم الأيوني الإيجابي. نظرًا لضغوط المجال الكهروستاتيكي العالية في الأنبوب، وتشغيل لوحة القنوات الصغيرة، أدى ذلك إلى فشل الكاثود الضوئي في غضون فترة قصيرة - أقل من 100 ساعة قبل انخفاض حساسية الكاثود الضوئي إلى ما دون مستويات Gen2. لحماية ضوئي من الأيونات الموجبة والغازات التي تنتجها محترف معتمد من مايكروسوفت، أنها أدخلت طبقة رقيقة من متكلس أكسيد الألومنيوم تعلق على محترف معتمد من مايكروسوفت. تسمح الحساسية العالية لهذا الكاثود الضوئي، والتي تزيد عن 900 ميكرو أمبير / لتر، باستجابة أكثر فاعلية للضوء المنخفض، على الرغم من أن هذا قد تم تعويضه عن طريق الفيلم الرقيق، الذي يمنع عادةً ما يصل إلى 50٪ من الإلكترونات.

### سوبر الجيل الثاني
على الرغم من عدم الاعتراف به رسميًا ضمن فئات الجيل الأمريكي، تم تطوير الجيل الثاني السوبر أوسوبرجين في عام 1989 بواسطة جاك دوبوي وجيرالد ولزاك. حسنت هذه التقنية الكاثودات الضوئية ثلاثية القلويات إلى أكثر من ضعف حساسيتها مع تحسين لوحة القناة الصغيرة أيضًا عن طريق زيادة نسبة المساحة المفتوحة إلى 70٪ مع تقليل مستوى الضوضاء. وقد سمح هذا لأنابيب الجيل الثاني، والتي تعتبر أكثر اقتصادا في التصنيع، من تحقيق نتائج مماثلة لأنابيب تكثيف الصور من الجيل الثالث. مع حساسيات الكاثودات الضوئية تقترب من 700 uA / lm واستجابة تردد موسعة إلى 950 نانومتر، استمر تطوير هذه التكنولوجيا خارج الولايات المتحدة، ولا سيما من قبل فوتونيس وتشكل الآن الأساس لمعظم معدات الرؤية الليلية المتطورة غير الأمريكية المصنعة.

### الجيل 4
في عام 1998، طورت شركة ليتون الأمريكية أنبوب الصور غير اللاصق. تم تصنيع هذه الأنابيب في الأصل لعقد أومني ب وأدت إلى اهتمام كبير من قبل الجيش الأمريكي. ومع ذلك، عانت الأنابيب بشكل كبير من الهشاشة أثناء الاختبار، وبحلول عام 2002، ألغت NVESD تعيين الجيل الرابع للأنابيب الخالية من الأفلام، وفي ذلك الوقت أصبحت تُعرف ببساطة باسم الجيل الثالث بدون فيلم. لا تزال هذه الأنابيب تنتج للاستخدامات المتخصصة، مثل الطيران والعمليات الخاصة؛ ومع ذلك، فهي لا تستخدم لأغراض محمولة على أسلحة. للتغلب على مشاكل التسمم الأيوني، قاموا بتحسين تقنيات الغسل أثناء تصنيع محترف معتمد من مايكروسوفت (المصدر الأساسي للأيونات الموجبة في أنبوب رقاقة) وتنفيذ التشغيل التلقائي، واكتشاف أن فترة كافية من الأوتوجاج سوف تتسبب في إخراج الأيونات الموجبة من المسار الضوئي قبل أن يتسببوا في التسمم الضوئي.
لا تزال تقنية الجيل الثالث بدون فيلم قيد الإنتاج والاستخدام اليوم، ولكن رسميًا، لا يوجد الجيل 4 من مكثفات الصورة.

### جيل 3 رقيق
تُعرف أيضًا باسم الجيل 3 أومني VII والجيل 3+، بعد المشكلات التي تمت مواجهتها مع تقنية الجيل الرابع، أصبحت تقنية رقيقة هي المعيار لتقنية تكثيف الصور الحالية. في مكثفات الصور ذات الأغشية الرقيقة، يتم تقليل سماكة الفيلم من حوالي 30 أنجستروم (قياسي) إلى حوالي 10 أنجستروم ويتم خفض جهد الكاثود الضوئي. يؤدي هذا إلى توقف عدد أقل من الإلكترونات مقارنة بأنابيب الجيل الثالث، مع توفير فوائد الأنبوب المصور.
تعد تقنية الأفلام الرقيقة من الجيل 3 حاليًا المعيار لمعظم مكثفات الصور التي يستخدمها الجيش الأمريكي.

### 4G
في عام 2014، أصدرت شركة تصنيع أنابيب الصور الأوروبية فوتونس أول مواصفات أداء عالمية ومفتوحة؛ "4G". تحتوي المواصفات على أربعة متطلبات رئيسية يجب أن يفي بها أنبوب مكثف الصورة.
- حساسية طيفية من أقل من 400 نانومتر إلى فوق 1000 نانومتر
- حد أدنى من رقم الجدارة FOM1800
- دقة ضوء عالية أعلى من 57 lp / mm
- حجم الهالة أقل من 0.7 مم

## المصطلح
هناك العديد من المصطلحات الشائعة المستخدمة لأنابيب مكثف الصورة.

### بوابة
البوابات الإلكترونية (أو «البوابات») هي وسيلة يمكن من خلالها تشغيل وإيقاف أنبوب مكثف الصورة بطريقة محكومة. يعمل أنبوب مكثف للصور إلكترونيًا مثل مصراع الكاميرا، مما يسمح للصور بالمرور عند تمكين «البوابة» الإلكترونية. يمكن أن تكون فترات البوابة قصيرة جدًا (نانوثانية أو حتى بيكو ثانية). هذا يجعل أنابيب تكثيف الصور المسورة مرشحين مثاليين للاستخدام في بيئات البحث حيث يجب تصوير الأحداث ذات المدة القصيرة جدًا. على سبيل المثال، من أجل مساعدة المهندسين في تصميم غرف احتراق أكثر كفاءة، تم استخدام أنابيب التصوير المسورة لتسجيل الأحداث السريعة جدًا مثل واجهة الموجة للوقود المحترق في محرك الاحتراق الداخلي.
غالبًا ما يتم استخدام البوابات لمزامنة أنابيب التصوير مع الأحداث التي لا يمكن التحكم في بدايتها أو التنبؤ بها. في مثل هذه الحالة، يمكن مزامنة عملية البوابة مع بداية حدث باستخدام «إلكترونيات بوابة»، على سبيل المثال مولدات تأخير رقمية عالية السرعة. تسمح إلكترونيات البوابات للمستخدم بتحديد وقت تشغيل وإيقاف الأنبوب بالنسبة إلى بداية الحدث.
هناك العديد من الأمثلة على استخدامات أنابيب التصوير المسورة. نظرًا للجمع بين السرعات العالية جدًا التي قد يعمل بها الأنبوب المسور وقدرته على تضخيم الضوء، يمكن للأنابيب المسورة تسجيل أجزاء معينة من حزمة الضوء. من الممكن فقط التقاط جزء من الضوء المنعكس من الهدف، عندما يتم إطلاق حزمة ضوئية نابضة على الهدف، من خلال التحكم في معلمات البوابة. تعد أجهزة الرؤية الليلية النشطة (GPANV) ذات البوابات مثالاً آخر على أحد التطبيقات التي تستخدم هذه التقنية. يمكن أن تسمح أجهزة GPANV للمستخدم برؤية الأشياء المهمة المحجوبة خلف الغطاء النباتي و / أو أوراق الشجر و / أو الضباب. هذه الأجهزة مفيدة أيضًا في تحديد موقع الأشياء في المياه العميقة، حيث إن انعكاسات الضوء المنبعث من الجسيمات القريبة من مصدر الضوء المستمر، مثل السطوع العالي تحت الضوء الكاشفي تحت الماء، من شأنها أن تحجب الصورة بطريقة أخرى.

### ATG (بوابة تلقائية)
البوابة الأوتوماتيكية هي ميزة موجودة في العديد من أنابيب تكثيف الصور المصنعة للأغراض العسكرية بعد عام 2006، على الرغم من أنها كانت موجودة منذ بعض الوقت. تقوم الأنابيب ذاتية التشغيل ببوابة مكثف الصورة داخلها للتحكم في كمية الضوء التي تمر إلى لوحة القناة الدقيقة. تحدث البوابة بتردد عالٍ ومن خلال تغيير دورة العمل للحفاظ على سحب تيار ثابت من لوحة القناة الصغيرة، من الممكن تشغيل الأنبوب في ظروف أكثر إشراقًا، مثل ضوء النهار، دون إتلاف الأنبوب أو التسبب في فشل سابق لأوانه. تعتبر ميزة البوابات التلقائية لمكثفات الصورة ذات قيمة عسكرية لأنها سمحت بساعات تشغيل ممتدة مما يعطي رؤية محسنة خلال ساعات الشفق مع توفير دعم أفضل للجنود الذين يواجهون ظروف إضاءة سريعة التغير، مثل أولئك الذين يهاجمون مبنى.

### حساسية
يتم قياس حساسية أنبوب الصورة المكثفة في أمبير في التجويف (أمبير / ل م). يحدد عدد الإلكترونات التي يتم إنتاجها لكل كمية من الضوء تسقط على المسار الضوئي. يجب إجراء هذا القياس عند درجة حرارة لون معينة، مثل «عند درجة حرارة اللون 2854 ك». تميل درجة حرارة اللون التي يتم فيها إجراء هذا الاختبار إلى الاختلاف الطفيف بين الشركات المصنعة. عادةً ما يتم أيضًا تحديد قياسات إضافية بأطوال موجية محددة، خاصة لأجهزة Gen2، مثل 800 نانومتر و 850 نانومتر (الأشعة تحت الحمراء).
عادة، كلما زادت القيمة، كلما كان الأنبوب أكثر حساسية للضوء.

### الدقة
يُعرف دقة الأنبوب بشكل أكثر دقة باسم الدقة المحددة، ويتم قياس دقة الأنبوب في أزواج الخطوط لكل مليمتر أو lp / mm. هذا مقياس لعدد الخطوط ذات الكثافة المتفاوتة (الضوء إلى الظلام) التي يمكن حلها ضمن ملليمتر من مساحة الشاشة. ومع ذلك، فإن الدقة المحددة نفسها هي مقياس لوظيفة نقل التعديل. بالنسبة لمعظم الأنابيب، يتم تعريف الدقة المحددة على أنها النقطة التي تصبح فيها وظيفة نقل التعديل ثلاثة بالمائة أو أقل. كلما زادت القيمة، زادت دقة الأنبوب.
ومع ذلك، فإن أحد الاعتبارات المهمة هو أن هذا يعتمد على الحجم الفعلي للشاشة بالمليمتر ولا يتناسب مع حجم الشاشة. على هذا النحو، 18 أنبوب مم بدقة تبلغ حوالي 64 لترًا / مم دقة إجمالية أعلى من 8 أنبوب مم بدقة 72 لتر / مم. يتم قياس الدقة عادةً في المركز وعلى حافة الشاشة، وغالبًا ما تأتي الأنابيب بأرقام لكليهما. المواصفات العسكرية أو أنابيب milspec تأتي فقط مع معيار مثل "> 64 lp / mm" أو «أكبر من 64 زوج خط / مليمتر».

### ربح
يُقَاسُ كسب الأنبوب عادةً باستخدام واحدة من وحدتين. وحدة (SI) الأكثر شيوعًا هي cd · m −2 · lx −1، أي الشموع لكل متر مربع لكل لوكس. الاتفاقية الأقدم هي Fl / Fc (لامبيرات قدم لكل قدم شمعة). يؤدي هذا إلى حدوث مشكلات في قياسات الكسب المقارن حيث لا يمثل أي منهما نسبة نقية، على الرغم من قياس كلاهما كقيمة لكثافة المخرجات على كثافة الإدخال. هذا يخلق الغموض في تسويق أجهزة الرؤية الليلية حيث يكون الفرق بين القياسين فعالاً ط (رياضيات) أو حوالي 3.142x. هذا يعني أن مكاسب قدرها 10000 cd / m 2 / lx هو نفسه 31.42 Fl / Fc.

### MTBF (متوسط الوقت بين الفشل)
تعطي هذه القيمة، معبراً عنها بالساعات، فكرة عن المدة التي يجب أن يستمر فيها الأنبوب عادةً. إنها نقطة مقارنة شائعة بشكل معقول، ولكنها تأخذ العديد من العوامل في الاعتبار. الأول هو أن الأنابيب تتحلل باستمرار. هذا يعني أنه بمرور الوقت، سينتج الأنبوب ببطء ربحًا أقل مما كان عليه عندما كان جديدًا. عندما يصل كسب الأنبوب إلى 50٪ من مستوى الكسب «الجديد»، يُعتبر أن الأنبوب قد فشل، لذلك يعكس هذا بشكل أساسي هذه النقطة في عمر الأنبوب.
الاعتبارات الإضافية لعمر الأنبوب هي البيئة التي يُسْتَخْدَم الأنبوب فيها والمستوى العام للإضاءة الموجودة في تلك البيئة، بما في ذلك ضوء القمر الساطع والتعرض لكل من الإضاءة الاصطناعية والاستخدام أثناء فترات الغسق / الفجر، حيث يقلل التعرض للضوء الأكثر إشراقًا حياة الأنبوب بشكل ملحوظ.
أيضًا، يتضمن MTBF ساعات العمل فقط. من المعتقد أن تشغيل الأنبوب أو إيقاف تشغيله لا يساهم في تقليل العمر الإجمالي، لذلك يميل العديد من المدنيين إلى تشغيل معدات الرؤية الليلية الخاصة بهم فقط عندما يحتاجون إلى ذلك، لتحقيق أقصى استفادة من عمر الأنبوب. يميل المستخدمون العسكريون إلى الاحتفاظ بالمعدات لفترات أطول من الوقت، عادةً، طوال الوقت أثناء استخدامها مع كون البطاريات هي الشاغل الأساسي، وليس عمر الأنبوب.
الأمثلة النموذجية لعمر الأنبوب هي:
الجيل الأول: 1000 ساعة الجيل الثاني: 2000 إلى 2500 ساعة الجيل الثالث: 10000 إلى 15000 ساعة.
العديد من أنابيب الجيل الثاني المتطورة الحديثة لديها الآن MTBFs تقترب من 15000 ساعة تشغيل.

### MTF النقل البصري (وظيفة نقل التعديل)
تعد وظيفة نقل التعديل لمكثف الصورة مقياسًا لسعة الإخراج للخطوط الداكنة والخفيفة على الشاشة لمستوى معين من الإدخال من الخطوط المقدمة إلى المسار الضوئي بدرجات دقة مختلفة. عادة ما تُعْطَى كنسبة مئوية عند تردد معين (تباعد) للخطوط الفاتحة والداكنة. على سبيل المثال، إذا نظرت إلى خطوط بيضاء وسوداء مع وظيفة النقل البصري بنسبة 99٪ @ 2 lp / mm، فإن ناتج الخطوط الداكنة والفاتحة سيكون 99٪ داكنًا أو فاتحًا مثل النظر إلى صورة سوداء أو بيضاء صورة. تنخفض هذه القيمة لزيادة معينة في الدقة أيضًا. على نفس الأنبوب إذا كان وظيفة النقل البصري عند 16 و 32 lp / mm 50٪ و 3٪ ثم عند 16 lp / mm ستكون الإشارة فقط نصف ساطعة / داكنة مثل الخطوط لـ 2 lp / mm و 32 lp / مم، ستكون صورة الخطوط 3 في المائة فقط ساطعة / داكنة مثل الخطوط عند 2 لتر / مم.
بالإضافة إلى ذلك، نظرًا لأن الدقة المحددة تُعرّف عادةً على أنها النقطة التي يكون فيها وظيفة النقل البصري ثلاثة بالمائة أو أقل، فسيكون هذا أيضًا أقصى دقة للأنبوب. يتأثر وظيفة النقل البصري بكل جزء من تشغيل أنبوب مكثف الصورة ويتأثر أيضًا على نظام كامل بجودة البصريات المعنية. تشمل العوامل التي تؤثر على وظيفة النقل البصري الانتقال من خلال أي لوح ليفي أو زجاج، على الشاشة والكاثود الضوئي وأيضًا من خلال الأنبوب ولوحة القناة الدقيقة نفسها. كلما ارتفع وظيفة النقل البصري بدقة معينة، كان ذلك أفضل.